# Clan Galbraith
Der Clan Galbraith ist ein schottischer Clan. Der Clan hat keinen durch den Lord Lyon King of Arms anerkannten Chief. Deswegen wird der Clan als Armigerous Clan betrachtet, und als solcher hat der Clan Galbraith keinen Rang im schottischen Recht. Der Name Galbraith ist gälischen Ursprungs, aber seine Bedeutung bezeichnet die Träger als britischer Herkunft. Die ersten Galbraiths lebten im Distrikt Lennox, das die Highland- und Lowlandgrenzen von Schottland umfasst. Der 17. Chief trieb den Clan im späten 16. und frühen 17. Jahrhundert in den Ruin, schließlich verlor er sein Land und floh von Schottland nach Irland. Sein Enkel war der 19. und damit letzte Chief des Clan Galbraith.

## Ursprung des Clans

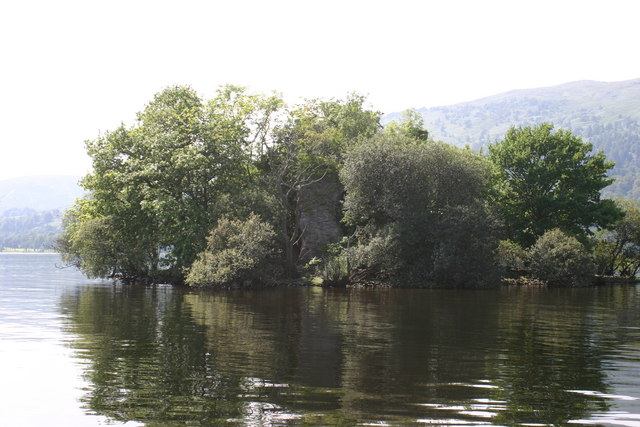
Inchgalbraith, an der Westseite von Loch Lomond, war die Festung der ersten Galbraiths.

Der Nachname Galbraith ist gälischen Ursprungs. Der Name leitet sich aus den Teilelementen gall („Fremder“) und Breathnach („Brite“), ab. Die in den Nachnamen verwendeten Elementen zeigten die Unterschiede zwischen den Gälen – von denen man glaubt, dass sie die Migration nach Schottland im fünften Jahrhundert – begonnen haben; und den einheimischen, nördliches Alt- und Mittel-Walisisch (Kumbrisch) sprechenden Briten auf, insbesondere solche des Königreichs Strathclyde. Die Strathclyder Briten blieben eine eigenständige Ethnie der Highland-Gälen und den Lowland-Angeln bis ins 14. Jahrhundert. Die ehemalige Hauptstadt des Königreichs Strathclyde war Dumbarton („Fortress of the Britons“), im Lennox.
Im Schottisch-Gälischen werden die Gailbraiths Breatanuich oder Clann-a-Breatannuich, also „"Briten“ und „Kinder der Briten“ genannt. Die ersten Galbraiths hielten Ländereien im Lennox, im Gebiet um Loch Lomond, nördlich von Dumbarton. Die Festung dieser frühen Galbraiths war auf der Insel Inchgalbraith, die auf der Westseite von Loch Lomond ca. zwei Meilen süd-östlich von Luss liegt. Der Heraldiker Iain Moncreiffe of that Ilk spekulierte, ob das Wappen der Galbraiths —das drei Bärenköpfe trägt— vielleicht auf den britischen Name Arthur, von dem glaubt, dass er „Bär“ bedeutet, anspielt.

## Geschichte

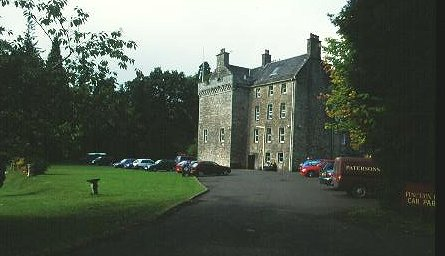
Culcreuch Castle, ehemaliger Sitz der Chiefs des Clan Galbraith.

Der Mann, der als erster Chief des Clan Galbraith betrachtet wird, war Gilchrist Bretnach, der die Enkelin des Earl of Lennox heiratete.
Der vierte Chief, Sir William Galbraith of Buthernock, heiratete eine Schwester „Black Comyns“, dem Oberhaupt der stärksten Familie des damaligen Schottlands. Allerdings positionierte sich Sir William gegen die Comyns, als er Teil der Rettung des Infanten Alexander III. aus Comyns Machtbereich war. Letztlich stieg Sir William 1255 zu einem der Koregenten Schottlands in auf. Sir Williams Sohn, der fünfte Chief des Clans, Sir Arthur, unterstützte Robert the Bruce, und heiratete eine Tochter Sir James Douglas’.
Ein Zweig der Galbraiths hielt 1320 Culcreuch in Strathendrick, und hatte vor Ende des Jahrhunderts die Führerschaft über den Clan inne. 1425 schloss sich der neunte Chief James Galbraith of Culcreuch, als Unterstützung für den gestürzten Regenten Murdoch Stewart, Duke of Albany, der Rebellion James Mor Stewarts gegen König Jakob I. von Schottland. Bis zu 600 Mitglieder des Clans waren gezwungen zu fliehen nach dem Fehlschlagen der Revolte, und wurden nach Kintyre und der Isle of Gigha verbannt, wo sie den Namen MacBhreatneaich of M'Vretny („Sohn der Briten“) annahmen.
1489 wurde der zwölfte Chief Thomas Galbraith of Culcreuch von Jakob IV. gefangen genommen und anschließend gehenkt.

### Fall des Clans

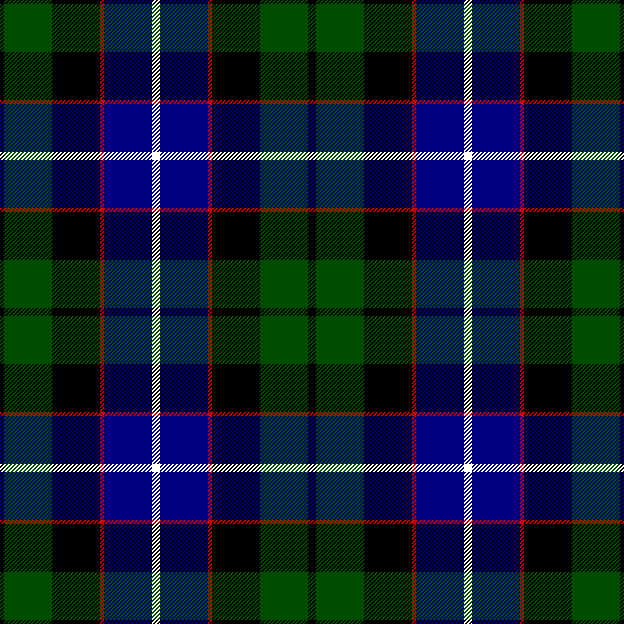
Der Galbraith Tartan.

Der 17. Chief des Clan Galbraith, Robert Galbraith of Culcreuch, stürzte den Clan in den Ruin. Irgendwann vor 1593 heiratete Culcreuchs verwitwete Mutter, entgegen seinen Wünschen, den Chief des Clan MacAulay, Aulay MacAulay of Ardincaple. Culcreuchs Feindseligkeit gegenüber Ardincaple war so groß, dass Culcreuch sagte „gevin vp kindnes, and denunceit his euill-will to him [Ardincaple] with solempne vowis of revenge“. Im Frühling 1593 warb Galbraith eine Kommission von Oberrichtern an, um den Clan Gregor und „deren Freunde und Unterstützer“ zu verfolgen. Sowohl die MacAulays als auch die Colquhouns waren ob Galbraiths wirklichen Absichten misstrauisch, und am 3. Mai 1593 klagten die Gutsherren der Clans, Culcreuch habe die Kommission nur unter dem Rat George Buchanans angeworben und zweifelten daran, dass Culcreuch die MacGregors tatsächlich verfolgen wollte. Es sah aus als ob die Galbraiths, verbündet mit den Buchanans, ihre Vergeltung gegen die MacAulays und Colquhouns richten würden, unter dem Deckmantel der Jagd auf den Clan Gregor und der Vertreibung desselben aus dem Lennox. Letztlich wurde Robert Galbraith das Schreiben der Kommission genommen. 1612 übergaben Robert und seine Frau, nach Druck von oben, die West Milligs, seiner Mutter, die mit Ardincaple vermählt war. Thus, West Milligs (was Ardincaple, das heutige Helensburgh einbezieht), von den Galbraiths of Culcreuch mindestens seit der Hälfte des 15. Jahrhunderts gehalten, wurde an die MacAulays of Ardincaple verloren.
1622, wurde Robert Galbraith, Laird of Culcreuch, der in Schuld bei seinem Schwager (den er versuchte zu meucheln) war, als Rebell denunziert und gezwungen Culcreuch Castle aufzugeben. Galbraith floh von Scotland nach Irland, wo er zehn Jahre später starb, ohne Erbe für seinen Sohn, und seinen Enkel, den 19. Chief des Clan Galbraith und damit der letzte der Linie.